# 松本育代
松本 育代（まつもと いくよ、1987年11月8日 - ）は、奈良県橿原市出身の元女子プロ野球選手。捕手。右投げ右打ち。

## 経歴
奈良文化女子短大付属高校（現在の奈良文化高校）時代には、福祉を勉強するかたわら、ソフトボールの選手としてプレー。在学中にホームヘルパー2級の資格を取得したことから、卒業後に介護士になった。介護士時代には、休日が不安定で労働条件の厳しい職場に勤務しながら、女子硬式野球のクラブチーム・大阪BLESSで野球を練習していた。
2009年に日本女子プロ野球機構による第1回合同トライアウトで合格。同年12月のドラフト会議を経て、兵庫スイングスマイリーズへの加入が決定した。
2010年のシーズン終了後に、深澤美和・中村茜との交換トレードで、小久保志乃と共に京都アストドリームスへ移籍。公式戦には内野手や捕手として出場したが、兵庫スイングスマイリーズ時代からケガに悩まされた影響で、同年までは十分に活躍できなかった。
2012年シーズン終了後の球団再編によって、所属新球団をウエスト・フローラに変更した。2013年には、同球団の初代正捕手として、公式戦41試合に出場。女子プロ野球入り後初めて規定打席に到達するとともに、シーズン通算で打率.241を記録した。
2013年10月24日に、現役引退を表明した。

## 詳細情報

### 年度別打撃成績
| 年 度     | 球 団        | 試 合 | 打 席 | 打 数 | 得 点 | 安 打 | 二 塁 打 | 三 塁 打 | 本 塁 打 | 塁 打 | 打 点 | 盗 塁 | 盗 塁 死 | 犠 打 | 犠 飛 | 四 球 | 敬 遠 | 死 球 | 三 振 | 併 殺 打 | 打 率 | 出 塁 率 | 長 打 率 | O P S |
| --------- | ------------ | ----- | ----- | ----- | ----- | ----- | -------- | -------- | -------- | ----- | ----- | ----- | -------- | ----- | ----- | ----- | ----- | ----- | ----- | -------- | ----- | -------- | -------- | ----- |
| 2010      | スマイリーズ | 17    | 33    | 28    | 4     | 10    | 1        | 0        | 0        | 11    | 7     | 0     | 1        | 1     | 0     | 4     | -     | 0     | 3     | 1        | .357  | .438     | .393     | .831  |
| 2011      | ドリームス   | 37    | 82    | 63    | 7     | 6     | 0        | 0        | 0        | 6     | 2     | 1     | 0        | 10    | 0     | 8     | -     | 1     | 9     | 5        | .095  | .208     | .095     | .303  |
| 2012      | ドリームス   | 31    | 35    | 27    | 0     | 5     | 0        | 0        | 0        | 5     | 2     | 0     | 1        | 1     | 0     | 7     | -     | 0     | 2     | 2        | .185  | .353     | .185     | .538  |
| 2013      | フローラ     | 41    | 94    | 83    | 7     | 20    | 8        | 0        | 0        | 28    | 15    | 0     | 0        | 2     | 0     | 8     | -     | 1     | 8     | 3        | .241  | .315     | .337     | .652  |
| JWBL：4年 | JWBL：4年    | 126   | 244   | 201   | 18    | 41    | 9        | 0        | 0        | 50    | 26    | 1     | 2        | 14    | 0     | 27    | -     | 2     | 22    | 11       | .204  | .304     | .249     | .553  |

- 「-」は記録なし。

### 背番号
- 5 （2010年）
- 7 （2011年 - 2012年）
- 23 （2013年）